# ラッセル・ブラウン
ラッセル・ブラウン（Russell Braun, 1965年7月19日 - ）は、ドイツ出身のバリトン歌手。
フランクフルト・アム・マインの生まれ。17歳までドイツに住み、18歳からカナダに移住した際にジョン・カヴァートの下でピアノを学んだ。その後、トロント大学でパトリシア・カーンに声楽を学んだ。1993年にカナダ・オペラ・カンパニーの公演で《魔笛》のパパゲーノ役を歌ってデビューを果たした。1995年からメトロポリタン歌劇場に出演し、モンテカルロやベルリンなどの歌劇場にも登場。1997年にはザルツブルク音楽祭、2005年にはミラノ・スカラ座にも出演してバリトン歌手としての地歩を固めた。